# Dixie D'Amelio
Dixie Jane D'Amelio  (Norwalk, Connecticut; 12 de Agosto de 2001) é uma cantora, atriz, apresentadora e personalidade de mídia social americana conhecida pelos seus vídeos na plataforma de mídia social TikTok. Em 2020, ela estrelou a websérie do YouTube Attaway General, produzida pela rede digital Brat TV. Dixie é a irmã mais velha de Charli D'Amelio.

## Carreira
A carreira de Dixie começou depois que ganhou popularidade no TikTok e já acumula mais de 50 milhões de seguidores, ela também tem mais de 23,1 milhões de seguidores no Instagram e mais de 3 milhões de seguidores no Twitter. Ela é classificada como uma das 10ª pessoas mais seguidas do TikTok.
De acordo com uma lista da Forbes, publicada em Agosto de 2020 ela foi a 3ª pessoa mais bem paga do TikTok, só ficando atrás da sua irmã mais nova Charli D'Amelio e de sua amiga  Addison Rae.
Em janeiro de 2020, Dixie D'Amelio assinou com a United Talent Agency.  Em maio de 2020, ela e sua irmã anunciaram um novo contrato de podcast com a Ramble Podcast Network, que oferecerá informações dos bastidores de suas vidas e questões específicas em suas mentes.
Ela protagonizou a websérie do YouTube Attaway General. Em 26 de junho de 2020, Dixie D'Amelio lançou seu primeiro single, "Be Happy".  Em sua primeira semana, a música acumulou mais de 1,4 milhão de streams no Spotify. Eventualmente, a música seria sua primeira entrada nas paradas da Billboard, estreando no número 1 no Bubbling Under Hot 100. Atualmente o single acumula mais de 100 milhões de visualizações e no dia 20 de setembro de 2020, Dixie postou a versão remixada de ''Be Happy'' com a parceria inédita de Blackbear e de Lil Mosey.

## Vida pessoal
A família imediata de D'Amelio inclui seu pai, Marc D'Amelio, um político; sua mãe, Heidi D'Amelio; e sua irmã, Charli D'Amelio.
Em 2020 foi anunciado que Dixie estava namorando outro famoso tiktoker Noah Beck.

## Discografia
| Ano  | Nome                                                 | Álbum          | E.P        | Single                                 |
| ---- | ---------------------------------------------------- | -------------- | ---------- | -------------------------------------- |
| 2020 | Be Happy                                             | a letter to me | Nenhum E.P | Be Happy                               |
| 2020 | Be Happy - Remix (feat. Blackbear e Lil Mosey)       | Nenhum álbum   | Nenhum E.P | Be Happy (Remix)                       |
| 2020 | Naughty List (com Liam Payne)                        | Nenhum álbum   | Nenhum E.P | Naughty List (with Dixie)              |
| 2020 | Be Happy - Dillon Francis Remix (com Dillon Francis) | Nenhum álbum   | Nenhum E.P | Be Happy (Dillon Francis Remix)        |
| 2020 | One Whole Day (feat. Wiz Khalifa)                    | Nenhum álbum   | Nenhum E.P | One Whole Day (feat. Wiz Khalifa)      |
| 2020 | Roommates                                            | Nenhum álbum   | Nenhum E.P | Roommates                              |
| 2021 | FUCKBOY                                              | Nenhum álbum   | Nenhum E.P | FUCKBOY                                |
| 2021 | Psycho (feat. Rubi Rose)                             | Nenhum álbum   | Nenhum E.P | Psycho (feat. Rubi Rose)               |
| 2021 | The Real Thing                                       | Nenhum álbum   | Nenhum E.P | The Real Thing                         |
| 2022 | Wild                                                 | a letter to me | Nenhum E.P | Wild                                   |
| 2022 | I Remember (com Cheat Codes e Russell Dickerson)     | Nenhum álbum   | Nenhum E.P | I Remember (Dixie Remix)               |
| 2023 | Older (com Jimmie Allen e Steve Aoki)                | Nenhum álbum   | Nenhum E.P | Older ft Jimmie Allen & Dixie D'Amelio |

## Álbum
| Ano  | Nome           |
| ---- | -------------- |
| 2022 | a letter to me |

## Filmografia
| Ano  | Série           | Papel   | Notas       |
| ---- | --------------- | ------- | ----------- |
| 2020 | Attaway General | Georgia | 1 temporada |

## Prêmios e Indicações
| Ano  | Premiação                | Categoria                           | Resultado |
| ---- | ------------------------ | ----------------------------------- | --------- |
| 2020 | People's Choice Awards   | Estrela Favorita das Redes Sociais  | Indicado  |
| 2021 | iHeartRadio Music Awards | iHeartRadio Music Social Star Award | Indicado  |